# Insula de agrement din Bacău
Insula de agrement este o insulă artificială din Bacău, creată în mijlocul unui lac format de râul Bistrița, amenajată pentru agrement, cu locuri de plajă și pentru practicarea sporturilor în aer liber. Se pot face plimbări cu barca în jurul insulei.
Cu puțin timp în urmă, a fost realizat un plan de modernizare a insulei. Planul cuprinde discoteci, restaurante (unul dintre ele pe un vaporaș), patinoare, zone de agrement, alei frumos dotate, multă verdeață, toate la cele mai înalte standarde.